# Les Côtes-de-Corps
Les Côtes-de-Corps là một xã thuộc tỉnh Isère, vùng Rhône-Alpes đông nam nước Pháp. Xã này nằm ở khu vực có độ cao trung 930 bình mét trên mực nước biển.